# Farská kyselka

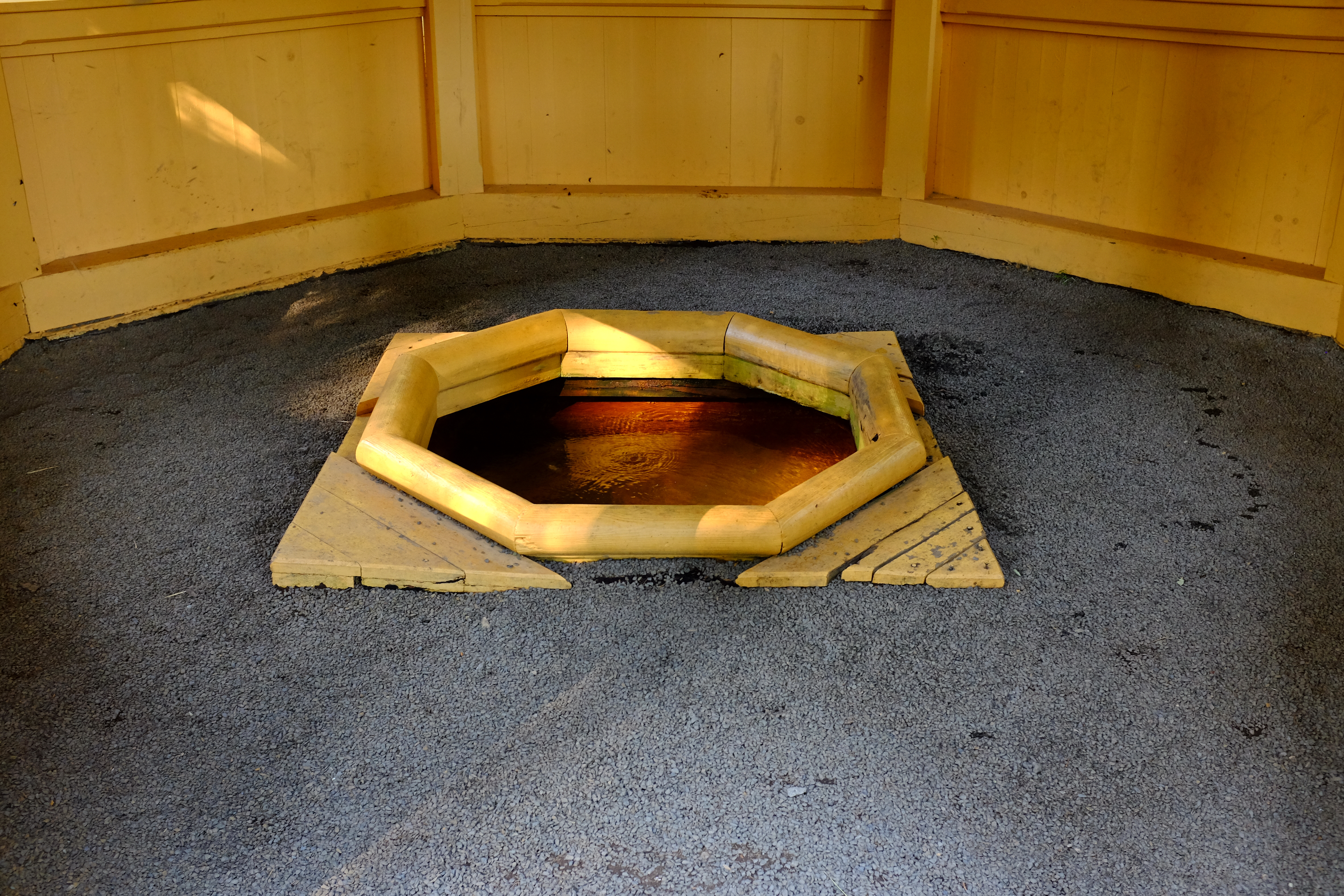
Pohled na vývěr

Farská kyselka je volně přístupný minerální pramen nad bývalou výletní restaurací a penzionem Nimrod v oblasti vývěrů minerálních vod v okolí Mariánských Lázní v okrese Cheb v Karlovarském kraji. 

## Název
Jméno získala kyselka podle názvu lesa, který v minulosti patřil zdejší faře se sídlem v nedalekém Rájově.

## Přírodní poměry
Pramen se nachází ve Slavkovském lese v prameništi Mnichovského potoka asi 4,5 km severně od Mariánských Lázní. Vyvěrá v nadmořské výšce 767 m a je nejvýše položenou zachycenou kyselkou v CHKO Slavkovský les. Pramen je jímán mělkou studnou, kde přebytek vody odtéká strouhou zabarvenou od solí železa obsažených v kyselce. Kyselka patří bezesporu k nejchutnějším v okolí Mariánských Lázní.
Podloží tvoří horniny mariánskolázeňského metabazitového komplexu, největšího tělesa metamorfovaných bazických hornin v celém Českém masivu. Po zlomových liniích ve skalním masivu zde na povrch pronikají minerální vody a plyny, jako dozvuky třetihorní a místy ještě čtvrtohorní sopečné činnosti. Asi 100 metrů západně od Farské kyselky byly v odvodňovacím příkopu v lese pozorovány další drobné vývěry minerálky a plynů. Nejvýrazněji se tyto geologické projevy vyskytují v přírodní rezervaci Smraďoch, asi 500 m jihozápadně od Farské kyselky.
V jezírku, do kterého minerální voda odtéká, žije zajímavá endemická rozsivka Pinnularia ferophila. Ta se dokázala přizpůsobit železem bohatému prostředí minerálních vývěrů a až do roku 2007 bylo jezírko u pramene jediným známým místem výskytu této rozsivky na světě. Později byl výskyt této rozsivky potvrzen ve Slatinné kyselce u Číhané a v Kyseleckém hamru.

## Historie
Původní dřevěný altán nad pramenem byl postaven okolo roku 1896, vyzděná čtvercová šachta s osmibokou dřevěnou obrubou pochází z počátku mariánskolázeňského lázeňství. Již v roce 1909 se uvažovalo o přivedení do Mariánských Lázní a využití Farské kyselky k uhličitým koupelím. Novější snahy se datují do 80. let 20. století, záměry však nebyly realizovány. V roce 2011 byl opraven altán, poblíž postaven malý přístřešek pro turisty. Minerálku je možné ochutnat na místě vývěru. Voda z Farské kyselky odtéká do malého okrově zbarveného jezírka.

## Vlastnosti a složení
Teplota pramene je poměrně stálá, pohybuje se okolo 7 °C, celková mineralizace je dost nízká, činí přibližně 440 mg/litr. Obsah rozpuštěného oxidu uhličitého je naopak vysoký a dosahuje 2 300 až 2 750 mg/litr, což dodává minerálce vysokou perlivost a příjemnou chuť. Minerální voda má zvýšený obsah hořčíku (Mg) v hodnotě 51,7 mg/litr. Hodnota pH je 5,5. Vydatnost je dosti vysoká, podle měření z března 2019 činí 20 litrů/min.

## Přístupnost
Okolo Farské kyselky prochází po upravené lesní cestě červeně a modře značená turistická stezka. Na okraji lesa je vedle silnice u začátku naučné stezky Smraďoch malé parkoviště. Vzdálenost od parkoviště k altánu Farské kyselky je necelých 800 metrů.